# El Paraíso, Jitotol
El Paraíso är en ort i Mexiko.   Den ligger i kommunen Jitotol och delstaten Chiapas, i den sydöstra delen av landet, 700 km öster om huvudstaden Mexico City. El Paraíso ligger 1 551 meter över havet och antalet invånare är 137.
Terrängen runt El Paraíso är huvudsakligen kuperad, men västerut är den bergig. Terrängen runt El Paraíso sluttar västerut. Runt El Paraíso är det ganska tätbefolkat, med 80 invånare per kvadratkilometer. Närmaste större samhälle är Bochil, 7,5 km söder om El Paraíso. I omgivningarna runt El Paraíso växer i huvudsak städsegrön lövskog.